# Miliotádes
Miliotádes (Miliotades) är en ort i Grekland.   Den ligger i regionen Epirus, i den centrala delen av landet, 300 km nordväst om huvudstaden Aten. Miliotádes ligger 575 meter över havet och antalet invånare är 186.
Terrängen runt Miliotádes är kuperad åt nordost, men åt sydväst är den bergig. Runt Miliotádes är det ganska glesbefolkat, med 36 invånare per kvadratkilometer. Närmaste större samhälle är Ioánnina, 12,1 km sydväst om Miliotádes. Omgivningarna runt Miliotádes är en mosaik av jordbruksmark och naturlig växtlighet.